# Riedlingen
Riedlingen är en stad  i Landkreis Biberach i det tyska förbundslandet Baden-Württemberg. Riedlingen, som för första gången nämns i ett dokument från år 835, har cirka 11 300 invånare, på en yta av 64,95 kvadratkilometer. Kommunen består av ortsdelarna (tyska Ortsteile) Riedlingen, Bechingen, Daugendorf, Grüningen, Neufra, Pflummern, Zell och Zwiefaltendorf.
Kommunen ingår i kommunalförbundet Riedlingen tillsammans med kommunerna Altheim, Dürmentingen, Ertingen, Langenenslingen, Unlingen och Uttenweiler.

## Geografi
Staden Riedlingen ligger i den västra delen av distriktet Landkreis Biberach vid floden Donau och i närheten av berget Bussen. Kommunens norra och västra delar ligger i bergskedjan Schwäbische Alb.

## Historia
Riedlingen nämns först i ett dokument 835. Omkring 1250 grundades en ny stad (först nämns 1255) i närheten av den äldre byn av greve Wolfrad von Veringen. I slutet av 1200-talet såldes staden till huset Habsburg. Senare blev staden pantsatt till diverse herrar, bl.a. huset Waldburg (1384 till 1680). 1680 kom staden återigen under direkt herravälde av huset Habsburg och var därmed en del av Främre Österrike (tyska Vorderösterreich). 1805 förlorade Österrike i Freden i Pressburg delar av Främre Österrike och Riedlingen kom till Kungariket Württemberg. Från 1806 till 1938 var Riedlingen huvudort för det liknämnda distriktet (tyska Oberamt, från och med 1934 Kreis). 1938 förenades distrikten Kreis Riedlingen och Kreis Saulgau till Landkreis Saulgau. Efter andra världskriget var staden en del av den franska ockupationszonen och sedan 1952 av det nya förbundslandet Baden-Württemberg. 1973 blev distriktet Landkreis Saulgau upplöst och Riedlingen kom till distriktet Landkreis Biberach. 1972 blev de tidigare självständiga kommunerna Daugendorf och Neufra delar av kommunen Riedlingen, och 1974 även Bechingen, Grüningen, Pflummern, Zell och Zwiefaltendorf.

## Vänorter
- Pöchlarn
- Bürgel

## Befolkningsutveckling
| Befolkningsutvecklingen i Riedlingen 1975–2015 | Befolkningsutvecklingen i Riedlingen 1975–2015 | Befolkningsutvecklingen i Riedlingen 1975–2015 | Befolkningsutvecklingen i Riedlingen 1975–2015 | Befolkningsutvecklingen i Riedlingen 1975–2015 |
| ---------------------------------------------- | ---------------------------------------------- | ---------------------------------------------- | ---------------------------------------------- | ---------------------------------------------- |
|                                                |                                                |                                                |                                                |                                                |
| År                                             |                                                |                                                | Folkmängd                                      | Areal (ha)                                     |
| 1975                                           | 1975                                           |                                                | 8 779                                          | 6 495                                          |
| 1980                                           | 1980                                           |                                                | 8 536                                          | 6 491                                          |
| 1985                                           | 1985                                           |                                                | 8 426                                          |                                                |
| 1990                                           | 1990                                           |                                                | 8 684                                          | 6 497                                          |
| 1995                                           | 1995                                           |                                                | 9 499                                          |                                                |
| 2000                                           | 2000                                           |                                                | 10 169                                         |                                                |
| 2005                                           | 2005                                           |                                                | 10 376                                         |                                                |
| 2010                                           | 2010                                           |                                                | 10 241                                         | 6 496                                          |
| 2015                                           | 2015                                           |                                                | 10 451                                         |                                                |
|                                                |                                                |                                                |                                                |                                                |

## Bilder

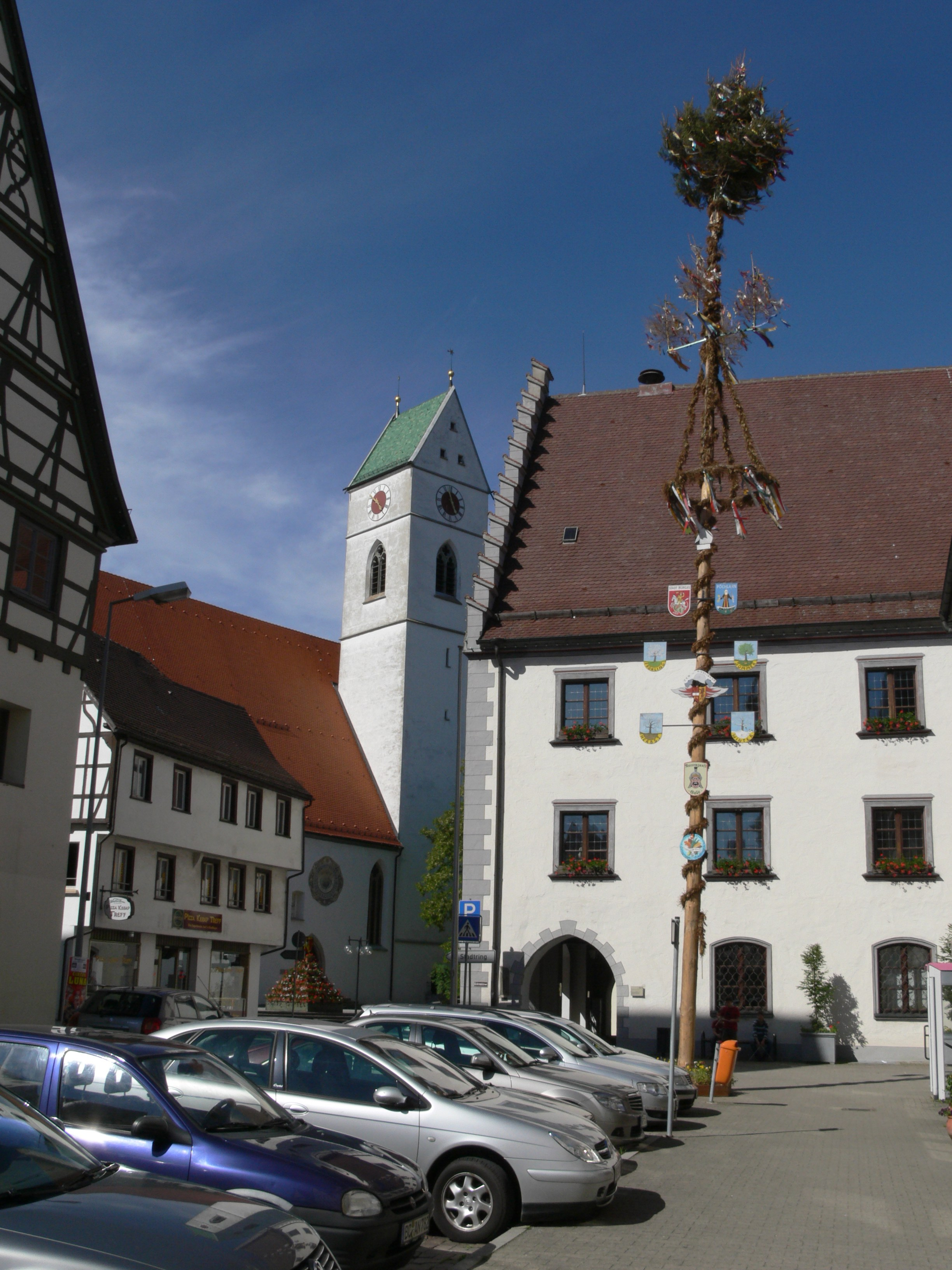
Kyrkan St. Georg och rådhuset (höger) i Riedlingen.
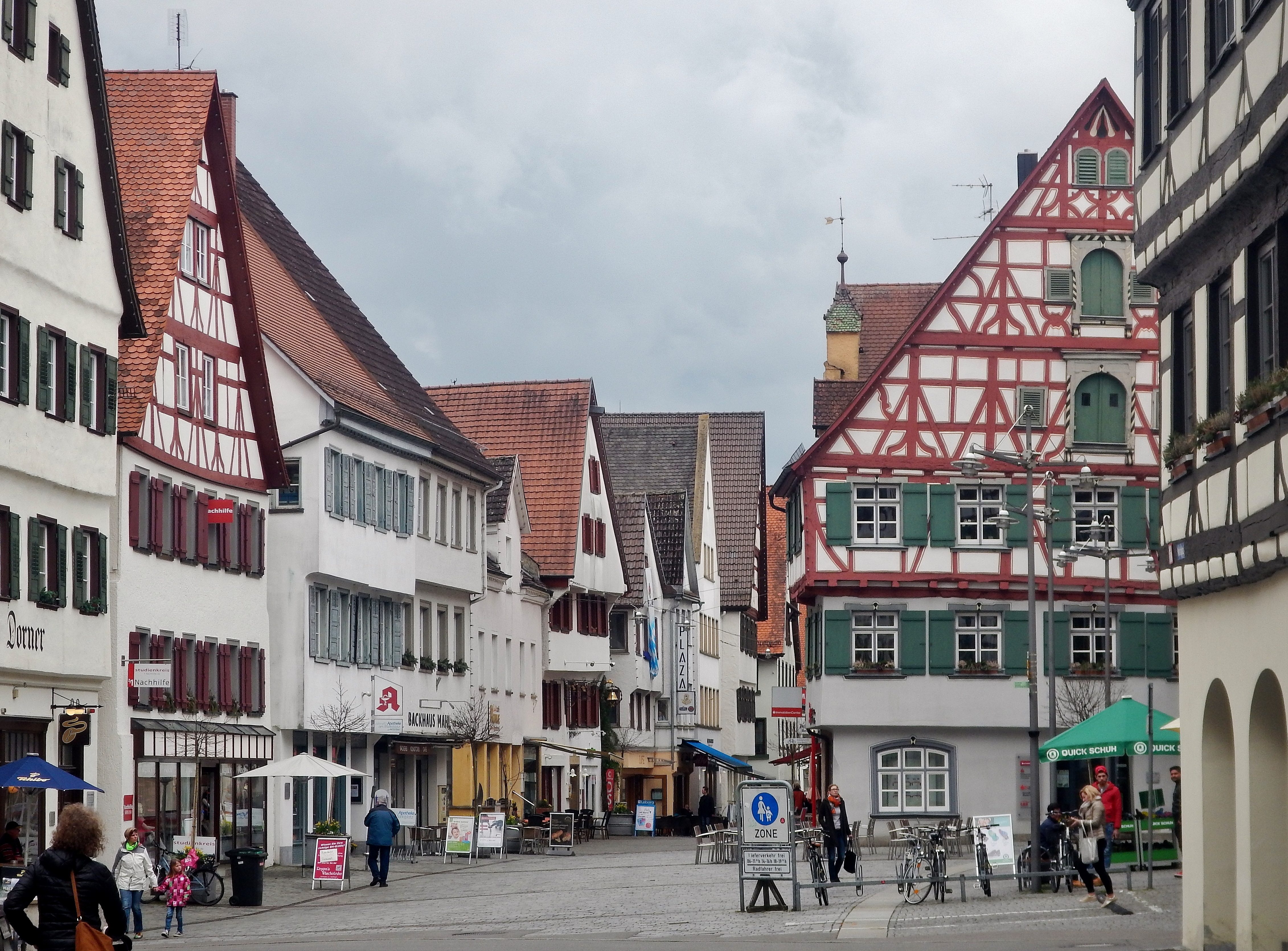
Torget i Riedlingen.
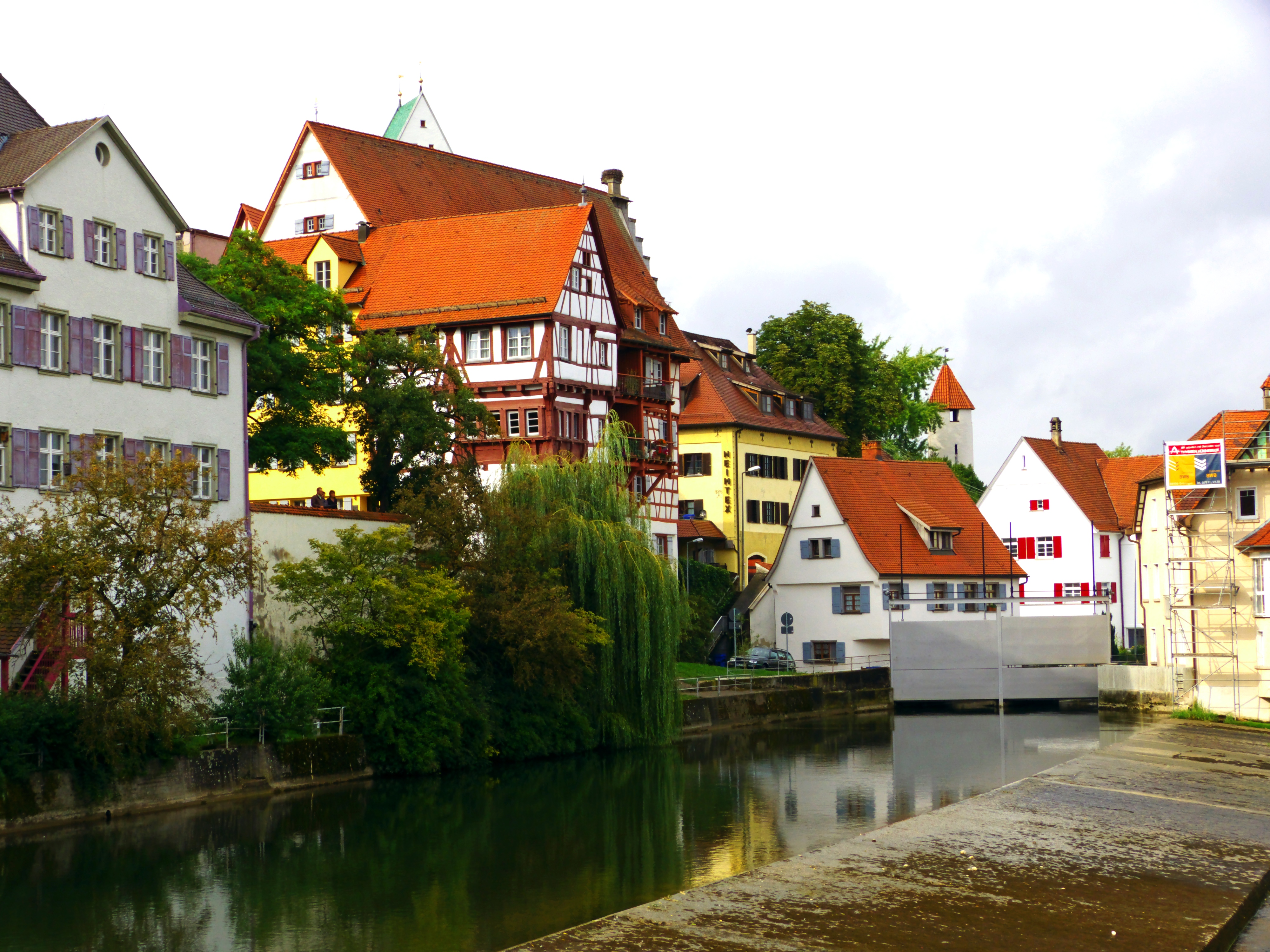
Gamla staden.